# قشلاق بشت قلا (مقاطعة دلفان)
قشلاق بشت قلا (بالفارسية: قشلاق پشت قلا) هي قرية تقع في قسم ايتيوند الجنوبي الريفي (مقاطعة دلفان) في إيران. يقدر عدد سكانها بـ 21 نسمة بحسب إحصاء 2016.